# Rafaella
A Rafaella a Rafael férfinév női párja.

## Rokon nevek
- Rafaéla:[1] a Rafaella alakváltozata.[2]

## Gyakorisága
Az 1990-es években a Rafaella és a Rafaéla szórványos nevek, a 2000-es években nem szerepelnek a 100 leggyakoribb női név között.

## Névnapok
Rafaella, Rafaéla
- január 6.[2]
- június 20.[2]